# Jyllinge
Jyllinge este un oraș în Danemarca.